# 车岙港水库
车岙港水库是中国浙江省宁波市宁海县境内的一座水库，位于三门湾，建于1956年。水库正常库容为900万立方米，集雨面积为15平方千米，海拔为17.5米。